# Latibulus gracilis
Latibulus gracilis är en stekelart som först beskrevs av Rudow 1905.  Latibulus gracilis ingår i släktet Latibulus och familjen brokparasitsteklar. Inga underarter finns listade i Catalogue of Life.